# Nemoura genei
Nemoura genei är en bäcksländeart som beskrevs av Jules Pièrre Rambur 1842. Nemoura genei ingår i släktet Nemoura och familjen kryssbäcksländor. Inga underarter finns listade i Catalogue of Life.